# Amt Falkenberg-Höhe
Amt Falkenberg-Höhe är ett kommunalförbund i Landkreis Märkisch-Oderland i förbundslandet Brandenburg i Tyskland, med Falkenberg/Mark som huvudort. I kommunalförbundet ingår de fyra kommunerna Beiersdorf-Freudenberg, Falkenberg, Heckelberg-Brunow och Höhenland, med en total befolkning på 4 613 invånare (2013).